# Baseten Labs
Baseten Labs Inc — американская ИТ-компания, создатель одноимённой облачной платформы, разработчик технологий которые позволяют создавать приложения для управления рабочими процессами машинного обучения и ускорять процесс развертывания и масштабирования моделей на базе искусственного интеллекта, и при этом не требуют специальных инженерных знаний. Штаб-квартира компании находится в Сан-Франциско, Калифорния. В 2024 году вошла в первую десятку составленного журналом Forbes рейтинга самых перспективных частных компаний в области ИИ «AI 50».

## История
Компания основана в 2019 году в США командой инженеров и программистов во главе с Амиром Хагигатом, Филиппом Хоусом, Панкаджем Гуптой и Тухином Шриваставой, который впоследствии занял позицию генерального директора.
В апреле 2022 года компания официально презентовала свои разработки и провела первый инвестиционный раунд, собрав 20 млн долларов. В числе инвесторов — компании Greylock, South Park Commons Fund, AI Fund, Caffeinated Capital.
В марте 2024 года Baseten Labs завершила второй раунд финансирования, в котором к ранее сформировавшемуся пулу инвесторов присоединились венчурные компании Institutional Venture Partners, Spark Capital, Lachy Groom, Base Case. Оценочная стоимость компании достигла 200 млн долларов.
В январе 2025 года платформа стала поддерживать модели DeepSeek R1. В феврале компания сообщила завершении очередного инвестиционного раунда, по итогам которого было привлечено финансирование в размере 70 млн долларов, а оценочная стоимость Baseten Labs возросла до 825 млн долларов.

## Как работает платформа
Baseten обеспечивает высокую пропускную способность ИИ-моделей, помогает упростить и ускорить процесс их разработки и развёртывания за счёт Truss — программного обеспечения для упаковки ИИ-моделей с открытым исходным кодом. Платформа также обеспечивает автоматическое масштабирование графических процессоров (GPU). Компаниям-клиентам предлагается набор программных инструментов, куда в частности, входит библиотека ИИ-моделей, созданных в TensorFlow, PyTorch, Scikit-learn.
Компании могут использовать Baseten в качестве управляемого облачного сервиса или использовать его продукты в собственных средах на базе Amazon Web Services и Google Cloud Platform. По данным на начало 2024 года, услугами платформы пользовались порядка 20 крупных компаний и десятки тысяч разработчиков. В феврале 2025 года количество корпоративных пользователей платформы возросло до 100 компаний, в их числе Writer, Descript, Abridge, Gamma.